# Icmalides chingolensis
Icmalides chingolensis is een rechtvleugelig insect uit de familie Thericleidae. De wetenschappelijke naam van deze soort is voor het eerst geldig gepubliceerd in 1982 door Johnsen.